# Poa pratensis
Poa pratensis, llamada comúnmente "espiguilla", pasto azul de Kentucky, poa de los prados, grama de prado, poa común o zacate poa, es una especie de gramínea.

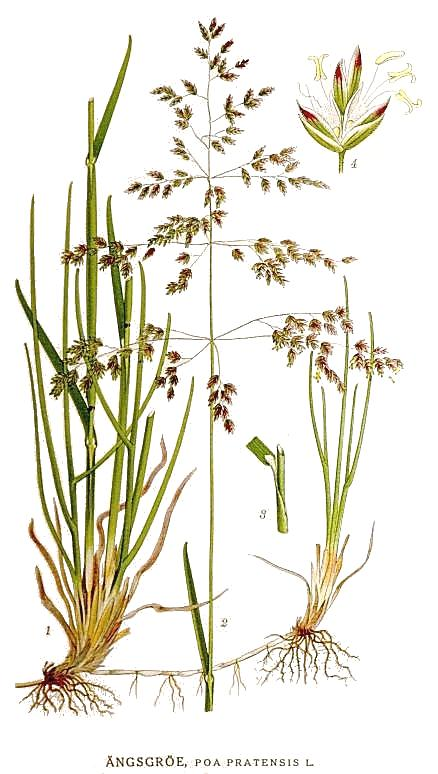
Ilustración

## Origen
Es nativo de prácticamente toda Europa, Asia norteña y montañas de Argelia y de Marruecos.

## Características

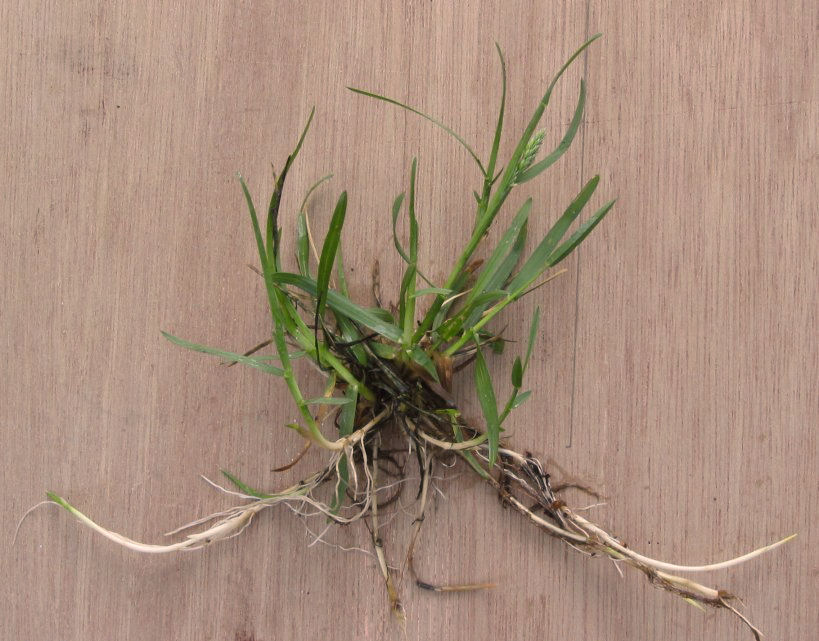
Espécimen de Poa pratensis.

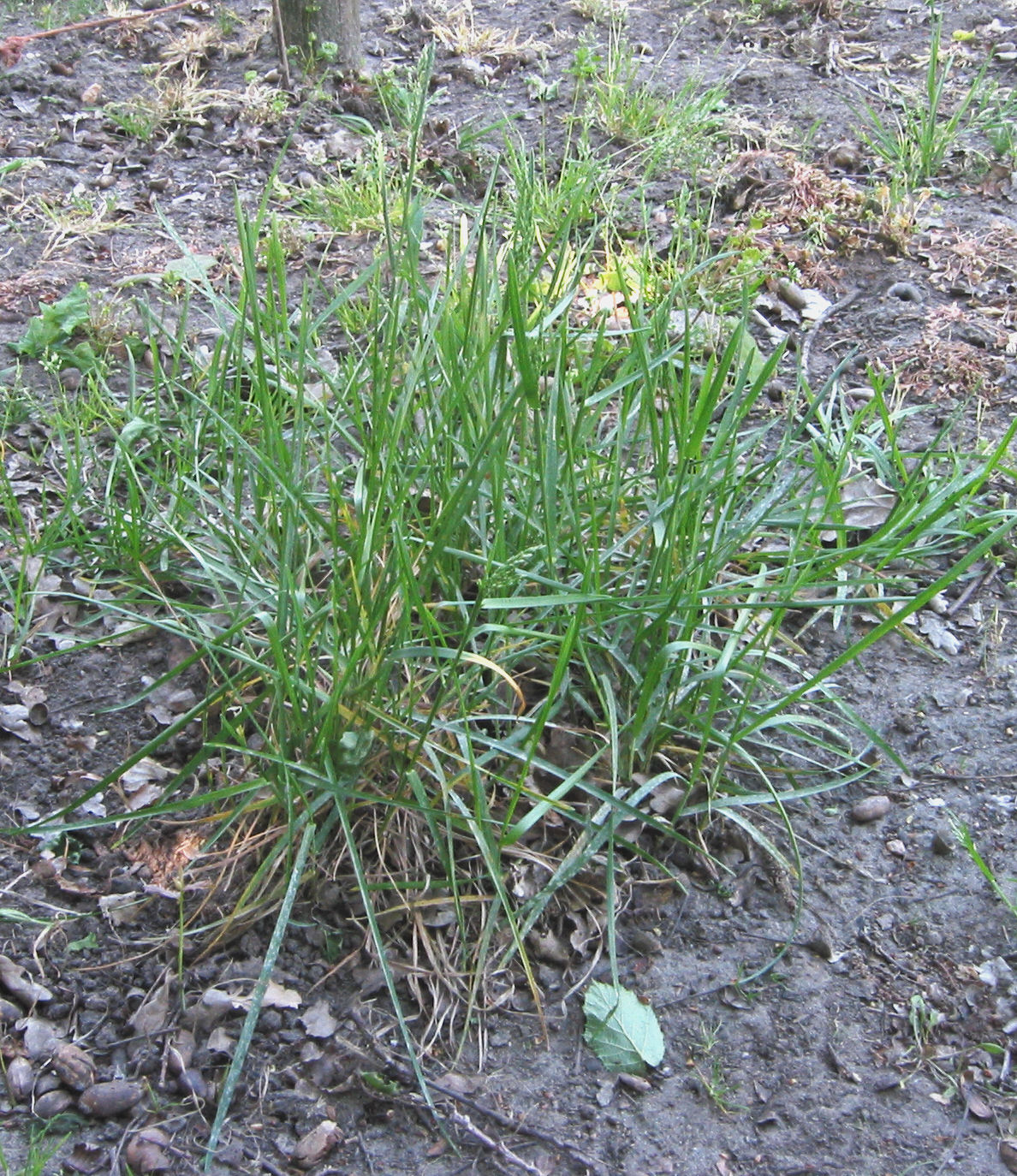
Vista de la planta

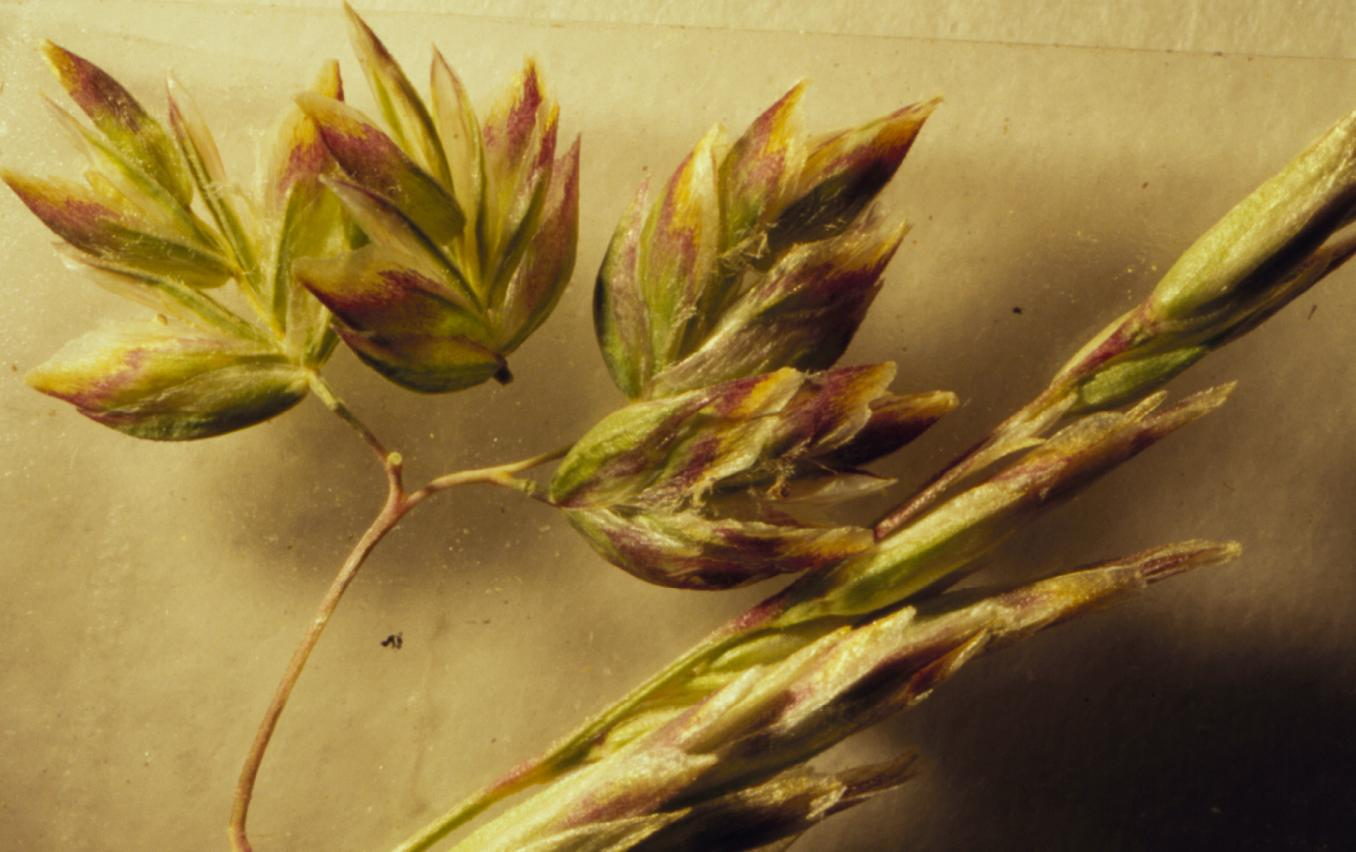
Grano

Es una herbácea perenne, crece de 30 a 60 cm (ocasionalmente hasta 90) de alto. Hoja finas, lineales, de 20 cm de largo y 3-5 mm de ancho, pulidas o ligeramente rugosas, con lígula redondeada a truncada de 1-2 mm de largo. Flores en panículas de 10-20 cm de largo, cónicas, con sus bases con 3-5 ramitas; espiguillas ovales, verdes, 3-6 mm de largo, con 2-5 flores.
Se separa por los rizomas y las sierpes y forma un césped denso. Los brotes (los rizomas y las sierpes) se producen sobre todo en la primavera y el verano tardío.
Durante finales de primavera y verano, los brotes crecen erguidos y verticales, mientras que, en primavera temprana llegan a ser más recostados.
Durante los meses del invierno pocas hojas nuevas se producen. La mayoría de los rizomas, sin embargo, se convierten debajo de la superficie del suelo como brotes de otros rizomas. Los rizomas pueden ramificar varias veces durante el año. El curso de vida de rizomas individuales se extiende comúnmente con dos estaciones de crecimiento siendo el curso de vida total de un rizoma y de su lanzamiento terminal es generalmente menor a dos años.
Posee un característico color verde azulado.

## Nombres vulgares
Espiguilla, Poa de los prados, Poa pratense, Grama de los prados, Grama azul, Pasto azul, Zacate azul, Cañuela entre otros.

### Hibridación conPoa arachnifera
Durante los 1990s, se experimentó con híbridos de esta especie con Poa arachnifera, creando con éxito un pasto resistente al calor y a la sequía.
Algunas variedades toleran climas meridionales mejor que otros (Adelphi, Fylking, Glade, Victa y Warrens A-34).

## Interés forrajero
Su producción es inferior en comparación con otras gramíneas pratenses de la zona templada aunque presenta una buena capacidad de rebrote y responde bien a los pastoreos intensivos. Su calidad nutritiva es buena y resulta un pasto muy apetecible para ganado ovino, vacuno y equino. La aptitud forrajera es buena, la mejor entre las de su género y una de las excelentes entre el resto de las plantas, da un buen césped. Es planta espontánea que no precisa resiembra y resiste admirablemente el pisoteo y pastoreo intenso.

## Propagación
Se propaga a través de semillas. Los sembrados nuevos requieren luz, riego frecuente (2 a 3 veces por día para las primeras 2 semanas). Después de la aparición de la planta la frecuencia de riego puede ser reducida.

## Manejo y cuidado
Se debe segar la hierba joven cuando crece sobre una altura de 5 cm del corte. Los segados subsecuentes deben ser bastante frecuentes pero no se debe quitar más de la mitad de la hoja en cada siega.
Los requisitos de nitrógeno son mucho más altos durante el año del establecimiento que durante años subsecuentes. La hierba responderá a 25 a 27 kg/ha de nitrógeno el primer año, mientras que, son adecuados entre 90 y 130 kg/ha para el mantenimiento después del primer año. Hay que tener en cuenta que durante los meses del verano esta especie puede sufrir quemaduras si se aplica demasiado nitrógeno soluble o si no se riega inmediatamente después del uso.

## Usos, distribución y zonas de cultivo
Es muy utilizado en canchas de fútbol y también en parques y jardines. Hasta hace poco, esta especie se utilizaba muy poco en España, al ser las variedades disponibles de muy mala calidad, con follaje muy grueso y que tomaba un aspecto amarillento poco atractivo en el invierno. Ideal para todo tipo de jardines y en especial para campos deportivos y de golf, producción de tepe, de muy reciente obtención, fina y de bajo mantenimiento.
Se suele utilizar como especie integrante de los pastos para caballos y ovejas en Estados Unidos. Se utiliza en céspedes para jardinería pública y privada y en céspedes capaces de soportar actividades deportivas incluso en campos de deporte con pisoteo intenso(fútbol, hípica, rugby) y en las calles (fairways) y salidas (tees) de los campos de golf (CIRERA, 1996).

## Enfermedades
Las enfermedades importantes del césped en las zonas de transición incluyen algunas enfermedades como Fusarium, Helminthosporium, moho y moho polvoriento. Esta especie es bastante sensible a las royas y a la helmintosporiosis. Puede presentar infección por hongos endófitos productores de micotoxinas.

## Requisitos ambientales
Climas templados (C3). Tolera muy bien el frío y las heladas. En condiciones de calor intenso paraliza su crecimiento. Poco tolerante a la falta de agua, prefiere condiciones de buena iluminación pero tolera la sombra.
Su temperamento edáfico es amplio, y su óptimo de pH se sitúa en torno a 6-7,5.
Soporta texturas pesadas y terrenos mal drenado, aunque los prefiere bien drenados y fértiles. Tolera bastante bien el calor y la sequía, con un excelente comportamiento invernal.
Es poco exigente en nutrición mineral pero requiere suelos ricos en materia orgánica, arcillosos y húmedos.

## Curiosidades
El nombre de esta planta, Kentucky Bluegrass es el origen del nombre del subgénero de la música country "Bluegrass".

## Taxonomía

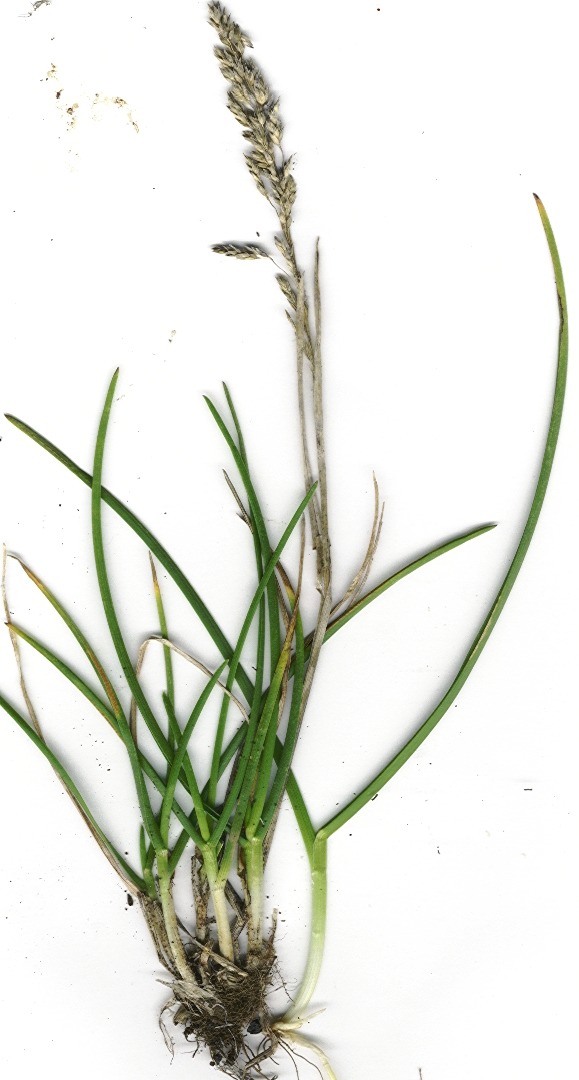
Ilustración

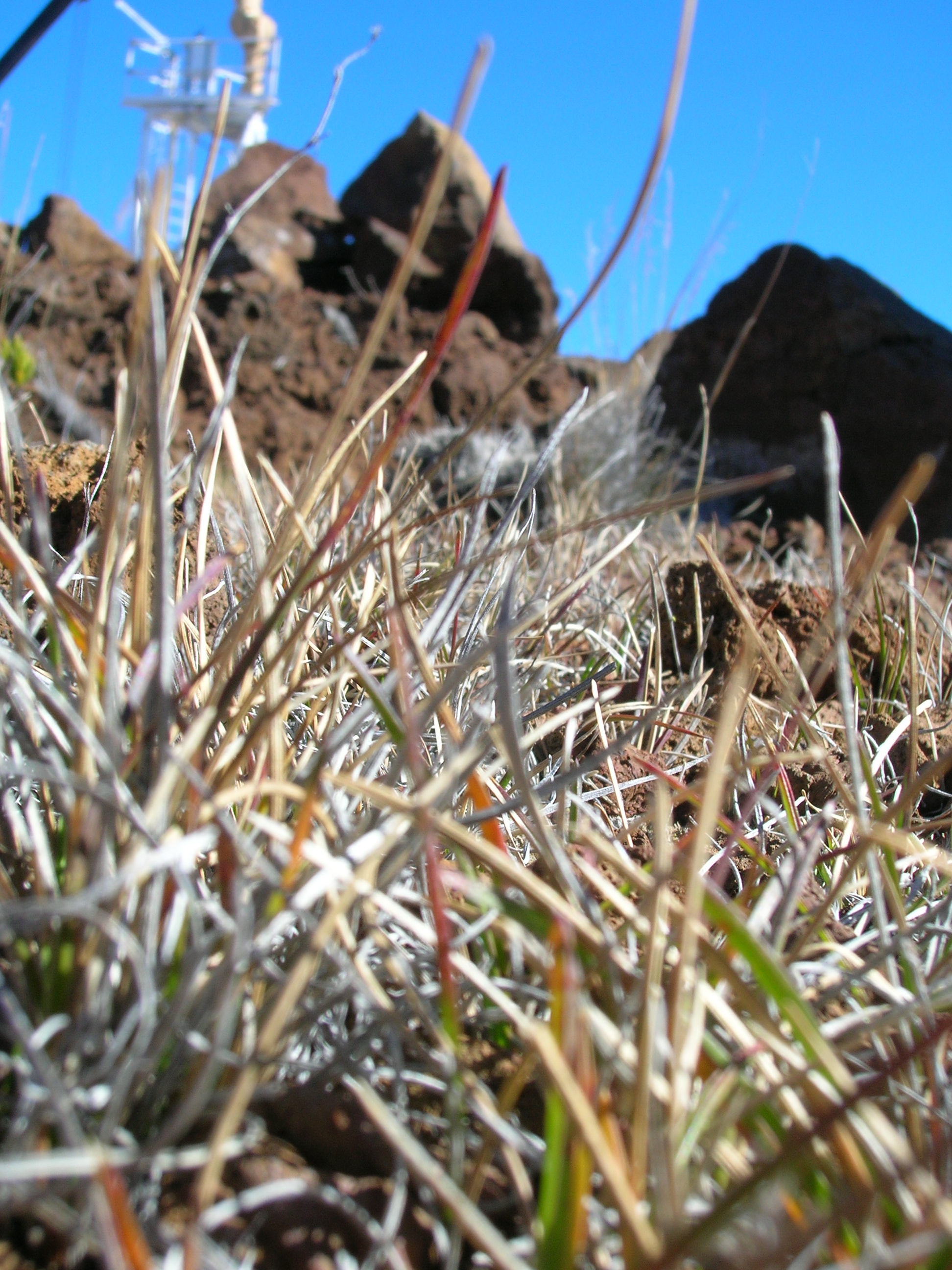
En su hábitat

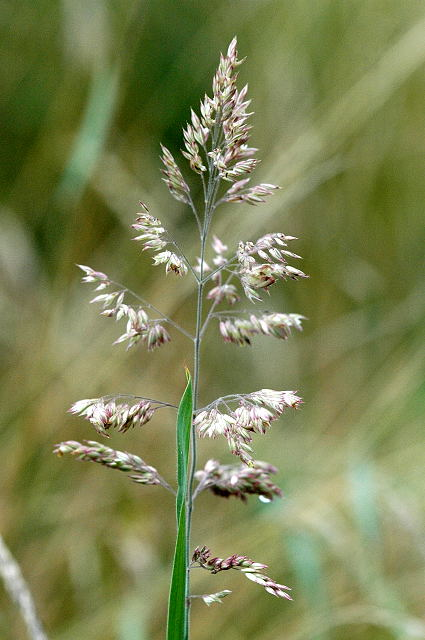
Inflorescencia

Poa pratensis fue descrita por Carlos Linneo y publicado en Species Plantarum 1: 67-68. 1753.
Citología
Número de cromosomas de Poa pratensis (Fam. Gramineae) y táxones infraespecíficos: n=14. 2n=28-124
Etimología
Poa: nombre genérico derivado del griego poa = (hierba, sobre todo como forraje).
pratensis: epíteto latino que significa "de los prados".
Sinonimia
- Paneion pratense (L.) Lunell
- Poa agassizensis B.Boivin & D.Löve
- Poa anceps (Gaudin) Hegetschw. & Heer
- Poa anceps (Gaudin) Hegelm.
- Poa angustifolia Elliott
- Poa angustiglumis Roshev.
- Poa articulata Ovcz.
- Poa avatshensis Kom.
- Poa bidentata Stapf
- Poa boliviensis Hack.
- Poa bourgeaei E.Fourn.
- Poa bourgeaei E.Fourn. ex Hemsl.
- Poa brintnellii Raup
- Poa caerulea Knapp
- Poa complanata Schur
- Poa compressoformis Rouy
- Poa costata Schumach.
- Poa dolichachyra Keng f. ex L.Liu
- Poa dolichochyra Keng
- Poa dubia Honck.
- Poa eragrostiformis Schur
- Poa filifolia Schur
- Poa filiformis Link ex Schrad.
- Poa florida N.R.Cui
- Poa garanica Ikonn.
- Poa gelida Roem. & Schult.
- Poa glabra Ehrh.
- Poa ianthoides Roiv.
- Poa latifolia (Weihe) R.Doll
- Poa luzoniensis Merr.
- Poa macounii Vasey
- Poa magensiana Potztal
- Poa maydellii Roshev.
- Poa montana Honck.
- Poa nymannii Tineo
- Poa oligeria Steud.
- Poa pachyantha Keng f. ex S.L.Chen
- Poa paratunkensis Kom.
- Poa peckii Chase
- Poa pinegensis Roshev.
- Poa pseudopratensis Beyer
- Poa pubescens Lej.
- Poa rigens Hartm.
- Poa sabulosa Turcz. ex Roshev.
- Poa sergievskajae Prob.
- Poa sobolevskiana Gudoschn.
- Poa stenachyra Keng ex Keng f. & G.Q.Song
- Poa stricta D.Don
- Poa subglabriflora Roshev.
- Poa todarii Lojac.
- Poa turfosa Litv.
- Poa urjanchaica Roshev.
- Poa viridis Schreb. ex Pursh
- Poa viridis Gilib.[7]

## Nombre común
- Castellano: balayo de yeguas, cedacillo, grama de los prados, grama de prados, heno, heno de Andalucía, hierba triguera, poa de los prados, poa de prados, poa pratense, yerba de los aragoneses.[8]